# David Barrans
David Barrans (* 22. srpna 1981) je britský reprezentant ve sportovním lezení, na mistrovství světa v boulderingu získal stříbro.

## Závodní výsledky
| Mistrovství světa | Mistrovství světa | Mistrovství světa | Mistrovství světa | Mistrovství světa | Mistrovství světa | Mistrovství světa | Mistrovství světa |
| Rok               | 2007              | 2009              | 2011              | 2012              | 2014              | 2016              | 2018              |
| ----------------- | ----------------- | ----------------- | ----------------- | ----------------- | ----------------- | ----------------- | ----------------- |
| Obtížnost         | —                 | —                 | 51                | 65                | 33                | 45                | 59                |
| Rychlost          | —                 | —                 | —                 | —                 | —                 | 54                | —                 |
| Bouldering        | 16                | 3                 | 27                | 41                | 41                | 29                | —                 |

| Světový pohár | Světový pohár | Světový pohár | Světový pohár | Světový pohár | Světový pohár | Světový pohár | Světový pohár | Světový pohár | Světový pohár | Světový pohár | Světový pohár | Světový pohár | Světový pohár |
| Rok           | 2006          | 2007          | 2008          | 2009          | 2010          | 2011          | 2012          | 2013          | 2014          | 2015          | 2016          | 2017          | 2018          |
| ------------- | ------------- | ------------- | ------------- | ------------- | ------------- | ------------- | ------------- | ------------- | ------------- | ------------- | ------------- | ------------- | ------------- |
| Obtížnost     | —             | —             | —             | —             | —             | —             | x             | x             | x             | x             | x             | x             | 0             |
| jednotlivě*   | —             | —             | —             | —             | —             | —             | x             | x             | x             | x             | x             | x             | x             |
|               |               |               |               |               |               |               |               |               |               |               |               |               |               |
| Rychlost      | —             | —             | —             | —             | —             | —             | —             | —             | —             | —             | —             | 71            | —             |
| jednotlivě*   | —             | —             | —             | —             | —             | —             | —             | —             | —             | —             | —             | 28            | —             |
|               |               |               |               |               |               |               |               |               |               |               |               |               |               |
| Bouldering    | x             | x             | x             | x             | x             | x             | x             | x             | x             | x             | 28            | 58            | 0             |
| jednotlivě*   | x             | x             | x             | x             | x             | x             | x             | x             | x             | x             | x             | x             | x             |
|               |               |               |               |               |               |               |               |               |               |               |               |               |               |
| Kombinace     | —             | —             | —             | —             | —             | —             | x             | x             | x             | x             | x             | x             | —             |

* poznámka: nalevo jsou poslední závody v roce; v roce 2017 se kombinace počítala i z jedné disciplíny
| Mistrovství Evropy | Mistrovství Evropy | Mistrovství Evropy | Mistrovství Evropy | Mistrovství Evropy | Mistrovství Evropy | Mistrovství Evropy |
| Rok                | 2007               | 2008               | 2010               | 2013               | 2015               | 2017               |
| ------------------ | ------------------ | ------------------ | ------------------ | ------------------ | ------------------ | ------------------ |
| Obtížnost          | —                  | —                  | —                  | 30                 | —                  | —                  |
| Rychlost           | —                  | —                  | —                  | 39                 | —                  | —                  |
| Bouldering         | 13                 | 39                 | 30                 | 15                 | 18                 | 35                 |